# NGC 6377
NGC 6377 ist eine 14,7 mag helle Spiralgalaxie vom Hubble-Typ Sbc im Sternbild Drache und etwa 397 Millionen Lichtjahre von der Milchstraße entfernt.
Sie steht in Wechselwirkung mit NGC 6376 und wurde zusammen mit dieser am 1. September 1886 von Lewis A. Swift entdeckt.